# Аджман (эмират)

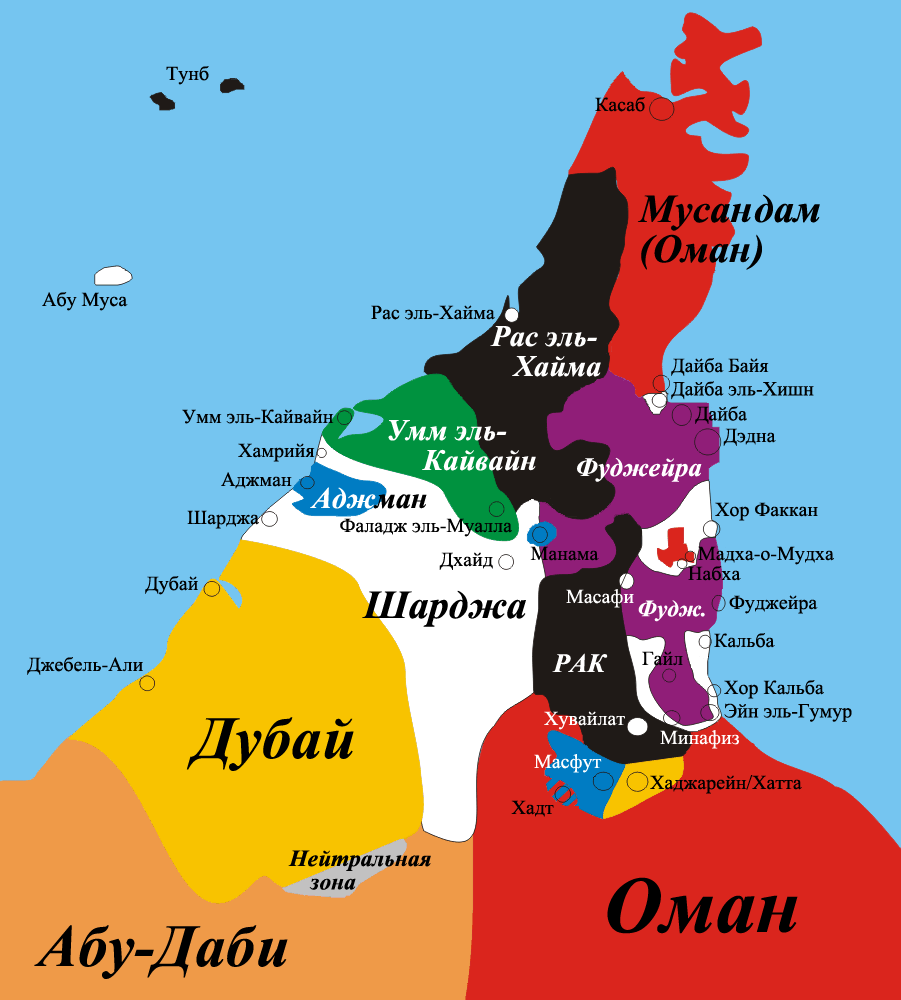
Эксклавы Омана и ОАЭ
Оман
Абу-Даби (ОАЭ)
Дубай (ОАЭ)
Шарджа (ОАЭ)
Аджман (ОАЭ)
Умм эль-Кайвайн (ОАЭ)
Рас эль-Хайма (ОАЭ)
Фуджейра (ОАЭ)

Аджма́н (араб. عجمان‎) — самый маленький эмират в составе Объединённых Арабских Эмиратов.
- Столица — Аджман.
- Площадь — 259 км² (0,3 % от территории страны), население — 504 846 человек[3] (2017 год).

В состав ОАЭ эмират вошёл 2 декабря 1971 года.

## География
Основная часть населения проживает в столице эмирата.
В состав Аджмана также входят два эксклава:
1) Масфут в 110 км юго-восточнее столицы площадью 50 км2.
Масфут играет важнейшую роль в ОАЭ: здесь сосредоточены основные источники питьевой воды, обеспечивающей все эмираты. Специализируется на выращивании финиковых пальм и других фруктовых деревьев. Рядом с этим эксклавом расположена деревня Хадт, которая вместе с прилегающей территорией находится под совместным управлением Омана и Аджмана.
2) Манама в 60 км восточнее столицы площадью 10 км2.

## История эмирата
Около 1820 года Аджман освободился от власти шейхов ал-Касими. В 1892—1971 годах находился в составе Договорного Омана. С 2 декабря 1971 года в составе ОАЭ.

### Шейхи (с 1971 г. эмиры) Аджмана из родаан-Нуайми
- 1816—1838 — Рашид I ибн Хумайд
- 1838—1841 — Хумайд I ибн Рашид
- 1841—1848 — Абд аль-Азиз I ибн Рашид (был убит)
- 1848—1869/73 — Хумайд I ибн Рашид (повторно)
- 1869/73—1891 — Рашид II ибн Хумайд
- 1891—1900 — Хумайд II ибн Рашид (был убит своим дядей Абд аль-Азизом II)
- 1900—1908 — Абд аль-Азиз II ибн Хумайд
- 1908—1928 — Хумайд III ибн Абд аль-Азиз
- 1928—1981 — Рашид III ибн Хумайд
- с 1981 — Хумайд IV ибн Рашид ан-Нуайми